# ニコライ・チヘイゼ
ニコライ・セミョーノヴィチ・チヘイゼ（グルジア語: ნიკოლოზ ჩხეიძე, ロシア語: Никола́й Семёнович Чхеи́дзе, ラテン文字表記の例：Nikolay Semyonovich Chkheidze, 1864年 – 1926年6月13日）は、ロシアおよびグルジアの革命家、政治家。ロシア社会民主労働党内ではメンシェヴィキ派に属した。1890年代にグルジアにおけるマルクス主義拡大に力を発揮し、1917年にロシア革命が勃発すると、グルジアにおける革命運動において大きな役割を果たした。また、全ロシア中央執行委員会議長を務めた。カルロ・チヘイゼの変名でも知られる。

## 生涯
1864年、ロシア帝国支配下のグルジアクタイシ県プチ村に貴族の息子として生まれる。オデッサ大学に入学するが、学生運動に参加し放校処分を受け、故郷に戻り官吏となる。1892年、兄弟のカレニーケ・チヘイゼとともに、グルジアで（ザカフカス全体でも）初めての社会民主主義団体を創設する。この団体は後にメサミ・ダーシ（მესამე დასი、第三グループの意）の名前で巷間に知れ渡ることとなる。1898年にバトゥーミ市社会民主労働党委員に選出される。1903年第2回社会民主労働党大会で党がボリシェヴィキとメンシェヴィキに分裂すると、チヘイゼはメンシェヴィキに参加する。
1905年第一次ロシア革命では、新聞、雑誌への投稿を行ったり、集会を組織した。この間に2回逮捕され、バトゥミからの追放処分を受けている。チフリス（現在のトビリシ）に移り市議会議員を経て、1907年にチフリス県から第3、第4国会（ドゥーマ）議員に当選する。当選後は社会民主労働党議員団長を務めた。のちに党が完全分裂すると、チヘイゼはメンシェヴィキの議員団長およびスポークスマンに就任する。
1917年にロシア革命（二月革命）が勃発すると、同年2月から8月までペトログラードソビエトの執行委員会議長となり、同年6月から10月まで全ロシア中央執行委員会議長を務めた。チヘイゼはメンシェヴィキの幹部（中央委員）として、ウラジーミル・レーニン率いるボリシェヴィキの急進主義に反対していたが、ボリシェヴィキの台頭を防ぐことには失敗した。ソビエト臨時政府に参加することは拒否したが、革命的祖国防衛派に協力し戦争継続を支持した。
1917年10月、ボリシェヴィキによる武装蜂起で十月革命が起こったが、これに反対した。休暇中でグルジアに帰郷中であったが、そのままグルジアに留まり、1918年2月にザカフカス国会議長に選出された。同国会は、ソビエト・ロシアからのザカフカスの分離を承認し、1919年3月、グルジア民主共和国憲法制定議会（制憲議会）の議長となった。同年開催されたパリ講和会議に出席し、グルジア民主共和国の承認を求めるも未承認に終わる。
1921年、グルジアへの赤軍侵攻(en:Red Army invasion of Georgia)が発生してソビエト政権が樹立されると、フランスに亡命した。その後も亡命者組織を結成して活動していたが、1926年6月13日パリ近郊で自殺した。